# Fita
La Ѳ, minuscolo ѳ, chiamata fita, è una lettera dell'alfabeto cirillico, derivata direttamente dalla lettera greca Theta. Veniva usata soprattutto per scrivere nomi propri derivati dal greco. Poiché la fonologia delle lingue slave non contiene il suono /θ/, era più facile per i parlanti pronunciare questi nomi con il suono /f/. Questa peculiarità si manifestò anche nella romanizzazione (ad esempio "Theodor" sarebbe stato riscritto e pronunciato "Fjòdor", mentre "Maththaios" passò in "Maffeo"): pertanto la lettera venne rimpiazzata dalla già esistente Ф nel 1918.     
La lettera fita non dev'essere confusa con la vocale Ө, ө, che le assomiglia molto, usata correntemente nelle lingue kazaka, tuvana e mongola.